# Canon EOS 80D
La Canon EOS 80D és una càmera rèflex digital anunciada per Canon el 18 de febrer de 2016. Destaca en la fotografia esportiva, de paisatges, urbana, de viatges i en condicions de poca llum, així com en la creació de vídeos professionals. El cos té un preu de 1.190 €, aproximadament el mateix que la seva antecessora, la Canon 70D. La càmera es pot comprar com un cos sol, com a kit amb la lent 18-55 mm IS STM per 1.429 € o amb la nova lent 18-135mm IS USM per 1.648 €.

## Característiques
Les seves característiques més destacades són:
- Sensor CMOS dual-pixel de 24,2 megapíxels.
- 45 punts AF creuats, en comparació amb els 19 punts de la 70D.
- D'aquests punts, 27 d'autofocus quan el cos s'uneix a qualsevol lent o teleconvertidor amb una obertura màxima de f/8.
- DIGIC 6 (DIGIC 5+ a la 70D).
- Nou sensor de mesurament de 7560 píxels sRGB + IR per ajudar el sistema AF.
- Nou mecanisme d'obturació per ajudar a reduir les vibracions i el moviment de la càmera.
- "Antiparpelleig", es pot ajustar el tret de l'obturador per compensar la il·luminació elèctrica parpellejant.[4]
- Visor de cobertura d'escena 100%.[4]
- NFC incorporat.
- 1080p a 60/50 fps de capacitat de gravació de vídeo.
- Tipus de vídeo: MOV / MP4 (Vídeo: H.264 intra-frame / inter-frame, So: PCM lineal / AAC, nivell de gravació regulable per l'usuari).
- HDR incorporat i capacitat de filmació a intervals (nou programari).
- Millor sensibilitat AF en poca llum amb un rang de sensibilitat de -3 EV a 18 EV.
- Augment de la durada de la bateria, de 920 dispars per bateria a 960 per bateria.
- Connector de micròfon estèreo extern de 3,5 mm.

## Millores respecte la seva antecessora, Canon 70D
- Permet captar l'acció de la natura i els esports fàcilment gràcies al sistema AF d'alt rendiment.[4]

Una velocitat màxima de tret en sèrie de 7 fps i controls personalitzables. Pots seguir captant imatges nítides amb el sistema d'enfocament automàtic quan utilitzes diferents combinacions d'objectius i teleconvertidors gràcies als 27 punts AF que admeten l'enfocament a f/8.
- Sistema AF de 45 punts creuats.

El sistema AF de 45 punts, tots en forma de creu, et dona llibertat per triar una àrea o punt AF per ajustar la teva composició i oferir una major precisió i control de les àrees d'enfocament, de manera que puguis obtenir bons resultats independentment de la ubicació del subjecte dins del fotograma.
- Fotografies amb poca llum natural.

El rang de sensibilitat ISO de 100 a 16.000 (H: 25.600) redueix la necessitat d'utilitzar el flaix i proporciona molta flexibilitat quan necessites disparar a velocitats d'obturació més ràpides o amb poca llum.
- El transmissor Speedlite integrat.

Gràcies a aquesta millora tens diferents opcions d'il·luminació creativa col·locant flaixos Speedlite de Cànon separats de la càmera, que pots controlar amb el transmissor Speedlite integrat de la càmera.
- Detecció de parpelleig de la llum.

La detecció de parpelleig et garanteix un color i una exposició consistents quan dispares ràfegues contínues en situacions amb llum artificial.

## Premis
El 2016 EISA va guardonar a aquesta càmera amb el premi per a ser la millor càmera DSLR (2016-2017)